# Avant-lès-Ramerupt
Avant-lès-Ramerupt – miejscowość i gmina we Francji, w regionie Grand Est, w departamencie Aube.
Według danych na rok 1990 gminę zamieszkiwało 156 osób, a gęstość zaludnienia wynosiła 8 osób/km².